# Pedro Pablo Vergerio
Pedro Pablo Vergerio (Capodistria, 1498-Tubinga, 4 de octubre de 1565) fue un reformador italiano.

## Biografía
Estudió derecho y lógica en las universidades de Florencia y Padua, donde comenzó a ejercer en 1522; también trabajó como abogado en Verona y Venecia. En 1526 se casó con Diana Contarini, cuya temprana muerte fue en gran parte lo que le empujó a tomar la carrera eclesiástica, en la que pronto destacó, siendo nombrado en 1533 nuncio papal ante el emperador Fernando I de Habsburgo en Alemania, donde de nuevo se le encuentra en 1535 tratando asuntos personales con el gobierno. Los intereses del gobierno le llevaron a entrevistarse con Martín Lutero en Witemberg, quien le impresionó negativamente.
Vergerio hizo pocos avances en las tareas que le habían encomendado, que no eran otras que conseguir que los protestantes enviaran delegados para entrevistarse con el gobierno, por lo que el papa Pablo III le mandó llamar, pero le recompensó largamente.
En 1540 Vergerio asume de nuevo tareas diplomáticas en Worms, Alemania, donde participa en el encuentro religioso como enviado de Francisco I de Francia. En recuerdo de ese encuentro escribió el tratado De unitate et pace ecclesiae. Como al cardenal Gaspar Contarini, a quien acompañaba en la conferencia religiosa de Ratisbona en 1541, se le acusó de hacer demasiadas concesiones a los protestantes, decidió volver a Capodistria/Koper y proseguir sus estudios.
Vergerio no parecía tener intenciones de apartarse de la Iglesia católica, pero el 3 de diciembre de 1544 fue denunciado en Venecia ante la Inquisición; y aunque fue absuelto después de un examen exhaustivo, el papa Marcello Cervini se aprovechó de que no se hubiera publicado la sentencia para apartarle del concilio para el que había trabajado tanto.
Vergerio empezó una actividad como escritor cada vez más contraria a la Iglesia Católica y su línea oficial. Trató sobre todo sobre el origen y la política de la figura del Papa, las bulas, los santos y las reliquias.
Fue llamado por el duque de Wurtemberg para escribir y hacer proselitismo, con lo que no volvió a pisar tierras italianas.
Participó en la conferencia religiosa de Poissy en 1560, pero no se le permitió acudir al Concilio de Trento como delegado del duque. Durante esos años continuó con sus polémicos escritos y trabajó en la publicación de su Opera, cuyo primer volumen apareció en 1563. 
Su obra se recuerda con un premio de ámbito europeo que han recibido autores españoles como Antonio García Teijeiro.